# Битка код Вернеја
Битка код Вернеја (енгл. Battle of Verneuil, 17. августа 1424), била је победа Енглеза у Стогодишњем рату.

## Позадина

### Мир у Троау
Француска је од 1407. била захваћена грађанским ратом Армањака и Бургунђана, два огранка владајуће династије. После победе Хенрија V код Азенкура (25. октобра 1415), Енглези су до почетка 1419. заузели Нормандију и северне покрајине Француске и продрли све до Париза, који је од маја 1418. био у рукама Бургунђана. Након што је њихов вођа, Жан Неустрашиви, убијен на преговорима са престолонаследником Шарлом, вођом Армањака (код Монтроа), Бургунђани су децембра 1419. у Руану склопили савез са Хенријем V. Затим, 21. маја 1420. су у име малоумног краља Шарла VI потписали мир у Троау, којим су, у суштини, предали Француску Хенрију V: престолонаследник Шарл је разбаштињен (проглашен копилетом), а француски краљ признао је Хенрија за свог наследника.

### Рат Армањака против Енглеза
Међутим, странка Армањака на челу са престолонаследником Шарлом није признала мир у Троау: њих је подржавао већи део Француске јужно од Лоаре, и многа властела и градови у северној Француској. Да би постао стварни краљ Француске, Хенрију је предстојала дуга и исцрпљујућа борба за освајање бројних армањачких утврђених упоришта по читавој Француској.
Почетком 1421. Томас, војвода од Кларенса, брат Хенрија V, кренуо је са војском у Анжу, али је потучен од армањачке војске код Божеа (21. фебруара 1221). Та победа омогућила је престолонаследнику Шарлу да опседне Шартр и склопи тајни савез са војводом Бретање, али Шарлову војску потукао је 30. августа 1421. војвода Бургундије код Манс-ан-Вимеа (фр. Mans-en-Vimeu).

### Смрт Хенрија V и намесништво
Хенри V је после дуге опсаде заузео Мо (2. маја 1422) и 30. маја 1422. ушао у Париз, али  била је то последња победа Хенрија V - умро је 3 месеца касније. У име његовог осмомесечног сина Хенрија VI, постао је намесник у Француској Џон, војвода од Бедфорда (енгл. John Plantagenet, duke of Bedford), веома способан политичар и војсковођа. У октобру 1422. умро је и Шарл VI, а престолонаследник се прогласио за краља као Шарл VII и наставио борбу против Енгеза и Бургунђана.
Први значајнији успеси војводе од Бедфорда били су склапање тројног савеза између Енглеске, Бургундије и Бретање и победа енглеско-бургундске војске код Кравана на реци Јони (31. јула 1424).

## Битка
Енглеска војска од око 12.000 бораца, под командом војводе од Бедфорда, сукобила се 17. августа 1424. код Вернеја у Нормандији (фр. Verneuil-sur-Avre) са далеко надмоћнијом француско-шкотском војском под командом Жана II, војводе од Алансона (фр. Jean II, duc d'Alencon), и шкотског грофа Арчибалда Дагласа (енгл. Archibald Douglas). Енглези су се постројили у једноредни борбени поредак: у центру су поставили сјахале коњанике, на крилима срелце, а у позадини још око 2.000 стрелаца. Французи (око 18-20.000) са око 10.000 Шкотланђана слично су се постројили, с тим што је на крилима било по 200-300 коњаника-копљаника.
Надмоћније француске снаге успеле су да пробију борбени поредак Енглеза до њихове коморе, али су, дочекане кишом стрела, принуђене на повлачење. У том тренутку енглеске снаге прешле су у противнапад и гоњење противника ка Вернеју. Становништво Вернеја затворило је градску капију, па су француско-шкотске снаге биле масакриране у рововима око зидина града.

## Последице
Французи и Шкотланђани имали су око 5.000 погинулих и 200 заробљених, а Енглези око 1.600 погинулих. Основни циљ војводе од Бедфорда био је да се пробије до Лоаре, а затим пређе у освајање јужног дела Француске. Појачана свежим снагама са Острва, енглеска војска је почетком октобра 1428. почела опсаду Орлеана, јединог француског упоришта северно од Лоаре. Борбе око Орлеана биле су прекретница  у Стогодишњем рату.